# Вусач сірий
Стончик (лат. Leiopus Audinet-Serville, 1835) — рід жуків з родини Скрипунових (Cerambycidae).

## Етимологія назви
Назва роду походить від поєднання двох давньогрецьких слів λείος (стрічка або стончка) і πούς (нога). Українська назва є адаптованим перекладом латинізованої наукової й походить від стончка (стрічка) — це підкреслює морфологію видів роду, у яких на кінцівках кінцівках наявні темні перев’язі.

## Види
Найбільш розповюдженішими у Європі є три види Стончиків: Стончик кленовий, Стончик Ліннеїв і Стончик омеловий, інші види мають локальне розповсюдження, при цьому деякі з нещодавно описаних нині зведені у синоніми. Сьогодні валідними розпізнають 6 видів:
- Стончик Ліннеїв (Leiopus linnei Wallin, Nylander & Kvamme, 2009)
- Стончик Андреїв (Leiopus andreae Sama 1994)
- Стончик сирійський (Leiopus syriacus Ganglbauer 1884)
- Стончик кленовий (Leiopus nebulosus (Linnaeus 1758) (= Leiopus insulanus Slama 1985) )
- Стончик омеловий(Leiopus femoratus Fairmaire 1859) (= Leiopus settei Sama 1983)
- Стончик цяткований (Leiopus punctulatus (Paykull 1800)